# Daniil Wladimirowitsch Tarassow
Daniil Wladimirowitsch Tarassow (russisch Даниил Владимирович Тарасов; englische Transkription: Daniil Vladimirovich Tarasov; * 20. Juni 1991 in Moskau, Russische SFSR) ist ein russischer Eishockeyspieler, der seit Dezember 2024 beim rumänischen Klub HSC Csíkszereda aus der Ersten Liga unter Vertrag steht und dort auf der Position des rechten Flügelstürmers spielt. Zuvor absolvierte Tarassow unter anderem annähernd 400 Spiele in der Kontinentalen Hockey-Liga (KHL) sowie fünf Partien für die San Jose Sharks in der National Hockey League (NHL).

## Karriere
Tarassow spielte während seiner Juniorenzeit beim HK Dynamo Moskau und wechselte als 18-Jähriger nach Nordamerika. Dort kam er in der Saison 2009/10 zunächst bei den Cape Cod Cubs in der International Junior Hockey League (IJHL) sowie den Waterloo Black Hawks in der United States Hockey League (USHL) zum Einsatz. Im Sommer 2010 wechselte der Russe in der USHL ligaintern zu den Indiana Ice, wo er in der Saison 2010/11 die meisten Tore in der Liga erzielte. Zudem wurde er in mehrere Auswahlteams gewählt.
Mit insgesamt 179 Scorerpunkten in 128 Spielen über zwei Jahre verteilt, machte der ungedraftete Stürmer die Worcester Sharks aus der American Hockey League (AHL) auf sich aufmerksam, die ihn im Juni 2012 ein Vertrag anboten. Tarassow teilte sich die Spielzeit mit Einsätzen bei den Sharks in der AHL sowie den San Francisco Bulls in der ECHL. Seine guten Auftritte bescherten ihm im April 2013 schließlich einen Vertrag bei den San Jose Sharks in der National Hockey League (NHL). Dennoch verbrachte er die gesamte Spielzeit 2013/14 in der AHL bei Worcester. Im Verlauf der Saison 2014/15, die er größtenteils ebenfalls in der AHL verbrachte, kam Tarassow zu fünf Einsätzen bei den San Jose Sharks in der NHL.
Zu Beginn der Saison 2015/16 wechselte der Flügelstürmer zurück zu seinem Heimatverein Dynamo Moskau, für den er in der Kontinentalen Hockey-Liga (KHL) auflief. Er war dort insgesamt sechs Spielzeiten aktiv. Im Juli 2021 wechselte der Stürmer innerhalb der Liga zu Ak Bars Kasan. Dort lief der Flügelstürmer bis zum November 2022 auf, ehe er aus seinem Vertrag entlassen wurde. Tarassow unterschrieb daraufhin umgehend einen Zweijahresvertrag beim Ligakonkurrenten Awtomobilist Jekaterinburg. Im Verlauf der Saison 2023/24 wurde der Russe schließlich vom Ligakonkurrenten Kunlun Red Star verpflichtet, nachdem sein Vertrag in Jekaterinburg im Sommer aufgelöst worden war. Für den chinesischen KHL-Teilnehmer absolvierte Tarassow fünf Partien, ehe der französische Chamonix Hockey Club aus der Ligue Magnus im Januar 2024 die Verpflichtung des Russen bekannt gab. Dort spielte er bis zum Ende der Saison 2023/24, in der er maßgeblich zum Verbleib im französischen Eishockey-Oberhaus beitrug. Trotzdem erfolgte keine weitere Zusammenarbeit über den Sommer, sodass der Russe bis Mitte Dezember 2024 vereinslos blieb. Erst dann erhielt er einen Vertrag beim rumänischen Klub HSC Csíkszereda aus der Ersten Liga.

## Erfolge und Auszeichnungen
- 2011 Teilnahme am USHL All-Star Game
- 2011 USHL All-Rookie Team
- 2011 USHL Second All-Star Team
- 2012 USHL First All-Star Team

## Karrierestatistik
Stand: Ende der Saison 2023/24
(Legende zur Spielerstatistik: Sp oder GP = absolvierte Spiele; T oder G = erzielte Tore; V oder A = erzielte Assists; Pkt oder Pts = erzielte Scorerpunkte; SM oder PIM = erhaltene Strafminuten; +/− = Plus/Minus-Bilanz; PP = erzielte Überzahltore; SH = erzielte Unterzahltore; GW = erzielte Siegtore; 1 Play-downs/Relegation; Kursiv: Statistik nicht vollständig)